# M2A4
M2A4 a fost a patra variantă a familiei de tancuri ușoare M2 (denumire oficială: Light Tank, M2) care a fost utilizată de Armata Statelor Unite în perioada interbelică. Această variantă a dus în cele din urmă la dezvoltarea familiei de tancuri ușoare M3 Stuart, folosită ulterior în timpul celui de-Al Doilea Război Mondial.
Observațiile făcute de americani în timpul Războiului Civil din Spania au generat îngrijorări privind flota de tancuri a SUA, care era compusă în principal din tancuri ușoare M2A2 înarmate cu mitraliere, considerate inadecvate pentru tipul de război blindat anticipat în viitorul conflict. Primele recomandări au inclus îmbunătățirea grosimii blindajului și introducerea unui tun antitanc de 37 mm.
Primul pas în implementarea acestor modificări a avut loc pe 29 decembrie 1938, când s-a ordonat ca un tanc M2A3 de producție să fie modificat conform specificațiilor pentru M2A4, în scop de testare. După o serie de teste ale armatei americane și modificări suplimentare, M2A4 a fost aprobat pentru producție în mai 1940, producția continuând până în aprilie 1942, fiind construite 375 de tancuri.
M2A4 a fost tancul ușor principal al armatei SUA la începutul celui de-Al Doilea Război Mondial și a fost utilizat de Marina SUA în Bătălia pentru Guadalcanal. M2A4 a fost ulterior înlocuit în producție și în utilizare de M3 Stuart, care avea să capete mai multă faimă în luptă pe teatrul de operațiuni european.

## Istorie
În perioada interbelică, armata Statelor Unite se confrunta cu o realitate strategică alarmantă: tancurile sale, în special modelele M2A2 și M2A3, echipate doar cu mitraliere, deveneau din ce în ce mai neadecvate pentru tipul de război modern care se profila. Observațiile făcute în timpul Războiului Civil Spaniol (1936–1939) au evidențiat rolul decisiv al artileriei și blindatelor în conflictele contemporane. În acest context, a apărut nevoia urgentă de a dezvolta un vehicul mai bine blindat și cu o putere de foc superioară. Astfel s-a născut tancul ușor M2A4, ultimul din familia M2 și precursor direct al celebrului M3 Stuart.
Dezvoltarea M2A4 a început cu un ordin dat la 29 decembrie 1938, prin care se cerea modificarea unui M2A3 existent pentru a testa noile specificații. Printre schimbările esențiale s-au numărat îmbunătățirea blindajului și montarea unui tun de 37 mm, o armă antitanc considerată indispensabilă la acea vreme. După o serie de teste și ajustări, modelul M2A4 a fost aprobat pentru producție în mai 1940. În total, au fost construite 375 de unități, iar producția a continuat până în aprilie 1942.
Deși a fost rapid depășit de M3 Stuart, M2A4 a fost primul tanc american dotat cu un tun antitanc capabil să facă față blindatelor ușoare ale epocii. De asemenea, a introdus unele caracteristici structurale care vor fi păstrate și dezvoltate în tancurile americane din Al Doilea Război Mondial, cum ar fi turela complet rotativă și compartimentarea echipajului. Blindajul său varia între 6 și 25 mm, iar viteza maximă pe șosea era de aproximativ 58 km/h, datorită motorului Continental W-670-9A cu 250 de cai putere.

## Utilizare
În ceea ce privește utilizarea sa în luptă, M2A4 a avut o carieră relativ scurtă, dar importantă. A fost folosit în special de Corpul Pușcașilor Marini al SUA în Pacific, unde a participat la Bătălia pentru Guadalcanal în 1942. În acel teatru de operațiuni, unde condițiile de teren și rezistența japoneză necesitau tancuri ușoare, M2A4 s-a dovedit a fi un vehicul valoros, în ciuda blindajului său modest și a lipsei unei puteri de foc comparative cu modelele mai noi.
Totuși, odată cu evoluția rapidă a tehnologiei militare și apariția unor tancuri mai bine dotate, precum M3 Stuart și M4 Sherman, M2A4 a fost retras treptat din prima linie. Cu toate acestea, el rămâne un pilon de tranziție în istoria blindatelor americane, demonstrând importanța adaptării și modernizării continue a echipamentului militar în funcție de lecțiile conflictelor contemporane.